# Nocloa rivulosa
Nocloa rivulosa là một loài bướm đêm trong họ Noctuidae.